# Foolin'
Foolin' è un singolo del gruppo musicale britannico Def Leppard, estratto dal loro album di successo Pyromania del 1983. Raggiunse la posizione numero 9 della Mainstream Rock Songs e la numero 28 della Billboard Hot 100 negli Stati Uniti.
Il quarto episodio della quinta stagione della serie televisiva canadese Degrassi: The Next Generation, che è nota per intitolare ogni suo episodio con il nome di una famosa canzone degli anni ottanta, nella versione originale prende il titolo proprio da Foolin'.
La canzone appare nel videogioco Rock Band 3.

## Video musicale
Il videoclip di Foolin' è il terzo del gruppo diretto da David Mallet, come per gli altri due singoli estratti dall'album Photograph e Rock of Ages. Girato nel giugno del 1983, al Ritz Theatre di Elizabeth, New Jersey, USA. In onda dall'agosto del 1983, il video vede la presenza dell'allora ragazza di Billy Idol, Perri Lister, che suona un'arpa con gli occhi chiusi. Nella video-raccolta Historia, il commento prima di questo video afferma: "Indeed, a face without eyes" ("In effetti, un volto senza occhi"), un gioco di parole sul titolo della canzone di Idol Eyes Without a Face.

## Tracce

### 7": Mercury / PolyGram / 814-178-7 (US)
1. Foolin'
2. Comin' Under Fire

## Formazione
- Joe Elliott – voce
- Steve Clark – chitarra, cori
- Phil Collen – chitarra, cori
- Rick Savage – basso,  cori
- Rick Allen – batteria